# Teletoon (Canadá)
Teletoon fue un canal de televisión por suscripción canadiense que emitió principalmente series animadas en inglés y en francés para el público infantil. Hasta 2019, solía emitir programación dirigida a adolescentes y adultos.
Es una subsidiaria de Teletoon Canada Incorporated, una filial de la empresa Corus Entertainment. El canal posee dos señales, las cuales emiten programación en inglés y francés, respectivamente. A su vez, ambas señales poseen subseñales timeshift para las zonas Este y Oeste del país.

## Historia
En 1996, la Comisión Canadiense de Radiodifusión y Telecomunicaciones aprobó la licitación de Teletoon después de que fuese rechazada una solicitud similar en la cual el canal se denominaría «FunTV». El canal fue lanzado al aire el 17 de octubre de 1997, con la emisión del primer episodio de la serie Caillou. Después del lanzamiento, el canal mostró una actitud más madura con el paso del tiempo, con el compromiso de transmitir programación diversa e internacional y con la posibilidad de emitir la mayor parte del material sin cortes.
Los propietarios del canal fueron un consorcio hecho de varios otros servicios y productores de televisión de paga de origen canadiense, como Family Channel, actuando como socio administrativo con el 53.3% de sus acciones, (Western International Communications y First Choice Canadian Communications Corporation) (que para entonces, fue una división de Astral Communications), YTV con el 26.7% de sus acciones (Shaw Communications), y Cinar y Nelvana Limited con el 10% de sus acciones cada uno.
Cuando Teletoon fue por primera vez emitido, tenía bloques de larga duración con cierto contenido y posteriormente cambió su contenido a un nivel más maduro, el progreso comenzó con contenido preescolar a las 7:00 y terminando con contenido adulto después de la medianoche. Sin embargo, Teletoon ha tenido un tiempo muy malo con el contenido apuntado a una audiencia más adulta. Desde entonces, derivándose del hecho que durante su primer año ellos por casualidad difunden el contenido adulto (incluyendo escenas de desnudez y humor negro), durante un tiempo normalmente fiel a preescolares, el contragolpe de los grupos del gobierno y paternales causó que Teletoon redugera casi todo su material enfocado hacia la adolescencia y adultos. Desde entonces ha estado tratando de recuperar audiencia, su presidente actual es Len Cochrane.
En su primer año de transmisiones, se ha comenzado la producción de series originales. Sin embargo, en 1998, la gerencia de Teletoon decidió enfocarse en renovaciones en lugar de nuevas series; adoptando una cuidadosa estrategia que una que es agresiva de lanzar un número significante de nuevas series que habían sido lanzadas en el año anterior.
Un día típico comienza con contenido preescolar a las 7:00 y terminan después de la medianoche con dibujos animados para adultos, incluyendo Aeon Flux, Duckman y varias series de anime.
En su segundo año, Teletoon se suponía que el programa favorito de culto era Space Ghost: Coast to Coast, y aun cuando la serie se hace referencia en muchos materiales de promoción. Sin embargo, a pesar de ser impresos en los listados de televisión por semana, nunca en realidad el programa fue presentado en el canal. La razón exacta de la muestra es desconocida, pero aparentemente se trataba de una disputa de derechos con uno de los actores entrevistados en el programa, que también ha causado que varios episodios sean eliminados de la versión DVD. Se pensaba que Teletoon nunca transmitiera al aire la serie, pero en 2004 la cadena comenzará a transmitir su spin-off, El Show de Brak. Finalmente, la serie comenzó a transmitirse en el otoño de 2006.
En 1999, Teletoon ha comenzado a transmitir bumpers con su primera mascota, Teletina. Estos bumpers fueron hechos por Spin Productions, una compañía con sede en Toronto, Ontario. Algunos más fueron hechos usando la animación CGI y por Guru Studio. Estos mismos fueron estrenados en 2000.
En 2001, Teletoon se ha notado como posiblemente el canal canadiense con mucho tiempo produciendo programación original en el momento. En ese momento, Teletoon había invertido en 98 series originales, incluyendo 225 episodios de media hora en la temporada de otoño.
El 5 de febrero de 2007, el aspecto de la cadena y su sitio web ha cambiado dramática, y completamente, comenzando con eliminar los antiguos bumpers y el sitio de The Detour (que después fue el nombre del bloque nocturno) se trasladó a TeletoonDetour.com y su apariencia del bloque de programación normal y del bloque The Detour ha sido cambiado drásticamente.
Cuatro días después, el 6 de septiembre de 2011, el aspecto de Teletoon, ha cambiado otra vez para reflejar el 50% de sus propietarios: Astral Media, y para reflejar el apagón analógico que ha ocurrido en Canadá. Desde ese entonces, Teletoon ha comenzado a transmitir un número de programación de imagen real en el horario matutino, incluyendo nuevas series originales como My Babysitter's a Vampire, y una serie que combina animación e imagen real, Mudpit, así como programación adquirida y películas. Esta no es la primera vez que el canal ha transmitido programación de imagen real; Teletoon ha transmitido la serie Fireball XL-5 durante la temporada de 1997-98. Ocasionalmente, el canal también transmite películas de imagen real relacionadas con programas animados y cómics, como Space Jam, Sin City y Batman.
Más tarde, con Corus Entertainment comprando el 50% de su compañía propietaria Teletoon Canada Inc. que le corresponde a Astral Media, muchos de sus programas del canal; tanto adquiridos, como originales (especialmente de imagen real), se comenzaron a transmitir en YTV. En cambio, Teletoon ha comenzado a transmitir animes que se han transmitido por YTV, incluyendo Yu-Gi-Oh! Zexal II y Pokémon: Advanced. El debut de Zexal marca la primera vez que Teletoon transmita una serie de anime desde el debut de MegaMan NT Warrior en 2003.
Actualmente Teletoon, es una de las cadenas de televisión canadiense más vistas, debido a una programación que tiene calidad, así como su contenido. Además, aunado a su canal aliado YTV, tienen una programación compatible para cada uno de sus canales, debido a que su propietario es Corus Entertainment Inc. Y son licenciados por Teletoon International Inc.

### Incidentes
Teletoon sufrió un incidente durante su primer año en 1998 cuando accidentalmente transmitió contenidos para adultos, incluyendo escenas de desnudez, que en este canal normalmente está dedicado a niños en edad preescolar y primaria. La reacción del gobierno y los grupos de padres resultó en Teletoon un recorte en la programación, casi todos dirigidos a adolescentes y adultos, alienando a los espectadores. Teletoon estuvo tratando de recuperar ese segmento demográfico, empezando con la creación del bloque Teletoon Detour en 2002.
Teletoon fue una vez más involucrada en la controversia cuando, el 8 de diciembre de 2007, transmitió la película Team America: World Police con visor de alertas de que el Consejo de Estándares de Difusión de Canadá considera que no describen adecuadamente el contenido sexual y violencia dentro de la película.

### Cambios de propietario
Corus Entertainment ha sido un spin-off de Shaw Communications (quien es propietario original de una parte de las acciones de Teletoon, a través de YTV) en 1999. En el 2000, Corus ha empezado a comprar a sus socios en el canal. Western International Communications ha vendido sus acciones en el canal, al igual que Family Channel, a Corus en el 2000, pero tuvo que vender las acciones del mismo Western International Communications y de Family Channel a Astral Media el año siguiente. Corus compró a Nelvana Limited en el 2000, y heredó sus acciones. Cinar fue vendido a un consorcio de inversionistas compuestos por Toper Taylor, y Birch Hill Capital Partners en 2004, quienes a la compañía la han renombrado Cookie Jar Company; Cookie Jar vendió el 20% de sus acciones del canal, a ambos Corus y Astral en 2006. Formando un joint-venture (50-50) entre ambas empresas.
El 4 de marzo de 2013, Corus Entertainment anunció que iría a comprar las acciones de Astral en Teletoon y tomar propiedad total del canal. La compra fue en relación con la compra de Astral por parte de Bell Media (que a la primera vez ha sido rechazada en octubre de 2012 por la CRTC, pero fue restructurada para permitir la venta de algunas propiedades de Astral Media para permitir la compra para eliminar obstáculos regulatorios). La compra de Corus ha sido cerrada por el buró de competencia de Canadá (Competition Bureau) dos semanas después en 18 de marzo; el 20 de diciembre, la CRTC aprobó que Corus tome propiedad total de Teletoon y la propiedad se ha transferido el día 1 de enero de 2014. El canal continúa siendo propiedad de Teletoon Canada Inc., ahora como una completa subsidiaria de Corus Entertainment, bajo la división de Corus Kids.

### Como Cartoon Network
El 21 de febrero de 2023, Corus anunció que Teletoon cambiaría su nombre a Cartoon Network el 27 de marzo de 2023. Esta última marca ha existido en dos encarnaciones canadienses anteriores bajo la propiedad de Corus, a partir de 2012, y la segunda reemplazó a Teletoon Retro en 2015. El espacio de canal actual de este último se relanzará simultáneamente bajo la marca hermana de Cartoon Network, Boomerang; la marca Teletoon seguirá utilizándose para su servicio de streaming complementario Teletoon+, pero el cambio de marca pondrá fin a la presencia de la marca como canal especializado en inglés después de más de 25 años de funcionamiento finalmente el 27 de marzo de 2023 Teletoon cierra sus emisiones y fue reemplazo por Cartoon Network mientras que la señal original de Cartoon Network fue reemplazada por Boomerang.

### Bloques de programación

##### Big Ticket Movies
Bajo esta marca, Big Ticket Movies transmitía películas los sábados por la noche, y ocasionalmente, los fines de semana por la mañana.

##### Long Live Saturdays
Cuyo nombre en español es Larga Vida a los Sábados, se transmitía los sábados en la mañana, y un ejemplo del bloque es The Tom and Jerry Show.

##### Can't Miss Thursdays
Cuyo nombre en español es No te puedes perder los Jueves, era conducida por la actriz Andrea Jenna, y transmitida todos los jueves por la noche, unos ejemplos que transmite el bloque son: Adventure Time, Clarence, Dr. Dimensionpants y Planeta X.

##### Superfan Friday
Cuyo nombre en español es Viernes de Superfans, era un bloque de programación enfocado a series y películas de acción, unos ejemplos son: Teen Titans Go!, Ultimate Spiderman y Avengers Assemble.

#### Transmitido anualmente

##### Camp Teletoon
El bloque de Camp Teletoon sustituía a la programación por la mañana durante el periodo de vacaciones estivales de julio y agosto, que contiene algunos de los programas más populares de la cadena, y películas. Sin embargo, en el verano de 2009, Camp Teletoon estaba en pausa (al parecer por un grave problema), con Laugh Riot ocupando su lugar. El bloque se transmitió de vuelta en el verano de 2012.

##### Cartoon Network on Teletoon
El bloque transmitía algunas series transmitidas por Cartoon Network. Se ha transmitido de mayo a junio de 2012, como un bloque de programación transmitido los sábados por la mañana con el nombre de Cartoon Network Sneak Peak antes del lanzamiento del canal en Canadá, y regresó en abril de 2013 como un bloque de programación transmitido los miércoles por la noche con el nombre de Cartoon Network Takeover, El bloque regresó en febrero de 2014 con el nombre actual. En ese entonces, Cartoon Network estaba disponible gratis en Canadá, pero por tiempo limitado.

##### MOREvember
Este bloque incluía maratones y preestrenos de series durante el mes de noviembre, algunas son destinadas para Cartoon Network Canada.

##### Snowed In
El bloque transmitía especiales navideños durante las vacaciones invernales.

#### Anteriores

##### Bloques originales
En su primer año de transmisiones, Teletoon eligió un estilo diferente de animación para cada bloque. Cada bloque es representado como planetas: Morning Planet para Preescolares (animación Claymation), Afternoon Planet para niños (animación 2D), Evening Planet para la familia (animación Collage), y Night Planet para público más adulto (animación de papel maché). Los bumpers de cada bloque son hechos por Cuppa Coffee Studio.

##### Teletoon Unleashed
Iniciado en el 2000, es un bloque de programación dirigida al público adolescente y adulto, coexistió con The Detour, hasta fusionarse ambas en 2004.

##### Teletoon Presents
Teletoon Presents (anteriormente conocido como Cinetoon) es un bloque de programación emitida los sábados, la cual emite películas animadas (aunque en algunos casos esta emite películas de imagen real). Debido a un cambio de imagen de la compañía y de la programación, Teletoon Presents se emitió dos veces en el mismo día, pero el proyecto fracasó y se retomó al formato anterior.

##### Teletoon At Night
Teletoon At Night (originalmente Teletoon Detour) fue el nombre de un bloque de programación dirigida al público adulto, estrenado el otoño de 2002. Sin embargo la mayoría de su programación se basaba en el bloque de programación Adult Swim de Cartoon Network. El bloque nunca emitió animé en su programación (a diferencia de su señal hermana "YTV" en donde su bloque de programación Bionix la incluye). Cuando Adult Swim se convirtió en un canal independiente, el 1 de abril de 2019, este bloque fue descontinuado.

##### Kapow!
Estrenado originalmente en septiembre de 2003 donde emitía series de acción como Las Tortugas Ninja, Spider Riders y Batman. Kapow se emitía en las mañanas de los fines de semana y como un bloque de corta duración los días hábiles. En septiembre de 2006, el bloque fue reemplazado por Spin Cycle.

##### Spin Cycle
Es un bloque creado en septiembre de 2006 para reemplazar el bloque anterior Kapow! El bloque se dedicaba a emitir temporadas finales de las series, estuvo ausente desde enero de 2007 para luego volverse a emitir en febrero del mismo año, se cambió el formato del bloque para una emisión en las mañanas para luego emitirse en la tarde los días hábiles.

##### Teletoon Retro
Teletoon Retro era un bloque de programación de Teletoon de animación clásica. En otoño de 2007, se lanza el bloque como canal con el nombre puesto en marcha, con la animación clásica.

##### Laugh Riot
Fue un bloque de programación emitido todos los días en la mañana. Se transmiten series como Chowder, Jimmy Two-Shoes, entre otros.

##### Action Force
Fue un bloque de programación que se emitió de lunes a jueves por la tarde y los domingos por la mañana. Se transmiten series de acción como Los Sábados Secretos, Bakugan, Batman: The Brave and the Bold, Wolverine and the X-Men, Iron Man: Armored Adventures, entre otros.

##### 3 Hours of Awesome
Fue un bloque de programación que se transmitió de lunes a jueves a la media tarde. Los jueves, es llamado 3 Hours of Really Really Really Awesome, emitiendo episodios nuevos de Johnny Test, Jimmy Two-Shoes, Stoked, entre otros.

## Servicios relacionados

### Teletoon HD
En 18 de abril de 2012, Teletoon lanzó una señal en alta definición nombrado Teletoon HD, que transmite simultáneamente la señal de costa oeste en inglés. Su versión en idioma francés se lanzó en 24 de marzo de 2014 bajo el nombre de Télétoon HD.

### Teletoon Retro/Télétoon Rétro
Teletoon Retro fue un canal de televisión de cable y satélite digital de categoría B. Inició sus transmisiones en otoño de 2007, pero acabó el 1 de septiembre de 2015 por falta de audiencia; siendo la versión canadiense de Disney Channel y la versión canadiense de Cartoon Network como un reemplazo de este canal. Su nombre es basado en el bloque de programación extinto de Teletoon.

### Teletoon On Demand/Télétoon Sur Demande
Teletoon On Demand es un canal de video a demanda incluyendo series de Teletoon.